# Nappa og nylon
"Nappa og nylon" er en sang af den danske gruppe Shu-bi-dua og er fra deres fjerde album, Shu-bi-dua 4. Nummeret er en fortælling om dannelsen af den verdenskendte gruppe The Beatles og hvordan de fire medlemmer tog sig ud i 1950'erne og begyndelsen af 60'erne, inden de for alvor slog igennem: "Nappa og nylon og gummisko, og håret var kort og beskidt, senere blev de vist meget go'e, man hører dem i hvert tilfælde tit". Shu-bi-duas hyldestsang er indspillet som softrock med akustisk guitar blandt instrumenterne.
Ifølge et forskningshold fra "Danske Studier – Videnskabernes Selskabs Forlag • København (2008)" benytter Shu-bi-dua såkaldte uetablerede sproglige fremmedreferencer i sangteksten. De fremhæver følgende linjer som eksempel: "På kaffebar sad Mister Starr og spilled' pind, han ku' ikke tromme, det lille skind, før julen var omme." Linjerne i "Nappa og nylon" er en direkte sproglig parallel til julesangen "Højt fra træets grønne top" med "Peter" som nok skal få sit ønske opfyldt, når "blot du ej vil tromme, før min sang er omme", mener sprogforskerne. Shu-bi-dua bruger ligeledes en humoristisk parallel i deres tekst mellem Starrs trommespil og den klassiske gamle børneleg -og banespil Pind.

## Udgivelsen og gennem årene
"Nappa og nylon" udkom sammen med den øvrige del af 4'eren i juli 1977. Den blev især spillet til koncerter i gruppens tidlige år.

## Medvirkende
- Michael Bundesen: Sang, mundharpe
- Michael Hardinger: Guitar, kor
- Claus Asmussen: Guitar, kor
- Jens Tage Nielsen: Klaver, el-orgel, kor
- Bosse Hall Christensen: trommer
- Niels Grønbech: Bas